# Panaque
Panaque is een geslacht van straalvinnige vissen uit de familie van de harnasmeervallen (Loricariidae).

## Soorten
De volgende soorten zijn bij het geslacht ingedeeld:
- Panaque nigrolineatus (Peters, 1877) 
  - = Chaetostomus nigrolineatus Peters, 1877
- Panaque cochliodon (Steindachner, 1879) 
  - = Chaetostomus cochliodon Steindachner, 1879
- Panaque suttonorum Schultz, 1944  
  - = Panaque suttoni Schultz, 1944
- Panaque bathyphilus Lujan & Chamon, 2008
- Panaque armbrusteri Lujan, Hidalgo & Stewart, 2010
- Panaque schaeferi Lujan, Hidalgo & Stewart, 2010
- Panaque titan Lujan, Hidalgo & Stewart, 2010